# 260
260 (CCLX) je bilo prestopno leto, ki se je po julijanskem koledarju začelo na nedeljo.

## Dogodki
- 1. januar

## Smrti
- Salonin, rimski cesar (* okoli 242)